# کچلر
کچلر یک روستا در ایران است که در دهستان اجارود شمالی واقع شده‌است. کچلر ۶۸ نفر جمعیت دارد.